# 平島村 (岡山県)
平島村（ひらじまそん）は、岡山県上道郡にあった村。現在の岡山市東区の一部にあたる。

## 地理
砂見山の南西麓から砂川中流にわたる低地に位置していた。

## 歴史
- 1889年（明治22年）6月1日、町村制の施行により、上道郡砂場村、西平島村、南古都村、東平島村、浦間村が合併して村制施行し、平島村が発足[1][2]。旧村名を継承した砂場村、西平島、南古都、東平島、浦間の4大字を編成[2]。
- 1953年（昭和28年）4月1日、上道郡御休村、角山村と合併し、町制施行し上道町を新設して廃止された[1][2]。

### 地名の由来
村内の中心地で、古社居都八幡宮が所在する平島による。

## 産業
- 農業[2]

## 交通

### 県道
- 西大寺瀬戸線[2]

### 乗合バス
- 1921年（大正10年）県道西大寺瀬戸線で乗合バス運行開始[2]。

## 教育
- 1893年（明治26年）平島尋常小学校（現岡山市立平島小学校）が開校[2]。1919年（大正8年）高等科設置[2]。1921年（大正10年）農業補習学校を付設[2]。1951年（昭和26年）幼稚園併設[2]。
- 1947年（昭和22年）大字南古都に平島御休角山三村組合立上道中学校（現岡山市立上道中学校）が開校[2]。